# Vivigenz Eickstedt
Vivigenz Ernst Graf von Eickstedt-Peterswaldt, als Schauspieler kurz Vivigenz Eickstedt genannt, (* 2. Oktober 1904 in Hohenholz, Kreis Randow; † 13. September 1977) war ein deutscher Gutsherr und Filmschauspieler.

## Familie
Vivigenz Ernst Graf von Eickstedt-Peterswaldt entstammte der alten pommerschen Adelsfamilie von Eickstedt. Seine Eltern waren Ernst Graf von Eickstedt-Peterswalde (1869–1931) und dessen erste Ehefrau Asta Mathilde Fanny von Kurowsky (1874–1907).
Am 19. Oktober 1939 heiratete in erster Ehe die Schwedin Maylis Lüning (* 1919), diese Ehe wurde 1956 geschieden. 1957 ehelichte er die englische Staatsbürgerin June Press. 

## Leben und Wirken
Vivigenz wählte mit Vivigenz Eickstedt die vereinfachte Form seines Namens als Künstlername während seiner kurzen Filmtätigkeit. Die Familie besaß mit Hohenholz einen Gutshof, den auch Graf Vivigenz bewirtschaftete. 1945, nach dem Einmarsch der Roten Armee, wurde die Familie enteignet. Mitte der 1930er Jahre fand Vivigenz Eickstedt kurzzeitig den Weg vor die Kamera und wirkte mit zumeist recht kleinen Rollen in einigen Kinofilmen mit. In dem Bergstoff Der Springer von Pontresina, seinem Debütfilm, verkörperte Eickstedt den Skisportler Tielko Groots, seine einzige Kinohauptrolle. 1939 beendete er seine kurzlebige Filmkarriere mit dem kleinen Part eines Piloten in dem Krimi Der Vierte kommt nicht.
Bis zu den Enteignungen der Bodenreform war er Eigentümer mehrerer Güter. So gehörten ihm in Pommern der Stammsitz Hohenholz mit 1012 ha und ein Gut in Rothenklempenow, verpachtet an die Weidegenossenschaft mbH mit 376 ha. In Brandenburg waren es die Besitzungen um Eichstedt mit Rollberg.
Eickstedt lebte viele Jahre in Südafrika und betrieb dort den Count Eickstedt. Er agierte als Verkaufsleiter und war Mitglied des Familienrates seines Adelsgeschlechts.

## Filmografie (komplett)
- 1934: Der Springer von Pontresina
- 1934: Die Reiter von Deutsch-Ostafrika
- 1934: Grüß’ mir die Lore noch einmal[6]
- 1935: Alle Tage ist kein Sonntag[7]
- 1935: Pygmalion
- 1939: Der Vierte kommt nicht[8]